# 1. jugoslawische Fußballliga 1924
Die 1. jugoslawische Fußballliga 1924 war die zweite Spielzeit der höchsten jugoslawischen Spielklasse im Fußball der Männer. Sie begann am 7. September 1924 und endete am 12. Oktober 1924.
Meister wurde SK Jugoslavija.

## Modus
Die sieben regionalen Meister spielten in einem K.-o.-System den jugoslawischen Meister aus.

## Teilnehmer und Spielorte
| Verein               | Stadt     | Fußballverband            |
| -------------------- | --------- | ------------------------- |
| SK Jugoslavija       | Belgrad   | Regionalverband Belgrad   |
| Ilrija Ljubljana     | Ljubljana | Regionalverband Ljubljana |
| Slavija Osijek       | Osijek    | Regionalverband Osijek    |
| SAŠK Sarajevo        | Sarajevo  | Regionalverband Sarajevo  |
| Somborski SK         | Sombor    | Regionalverband Subotica  |
| Hajduk Split         | Split     | Regionalverband Split     |
| HŠK Građanski Zagreb | Zagreb    | Regionalverband Zagreb    |

## Viertelfinale
| Datum                            |                  | Ergebnis     |                      |
| -------------------------------- | ---------------- | ------------ | -------------------- |
| 07.09.1924                       | SK Jugoslavija   | 5:2          | Slavija Osijek       |
| 07.09.1924                       | Ilrija Ljubljana | 1:3          | SAŠK Sarajevo        |
| 07.09.1924                       | Hajduk Split     | 04:4 n. V. 1 | HŠK Građanski Zagreb |
| 08.09.1924                       | Hajduk Split     | 5:0          | HŠK Građanski Zagreb |
| Somborski SK erhielt ein Freilos |                  |              |                      |

## Halbfinale
| Datum      |               | Ergebnis |                |
| ---------- | ------------- | -------- | -------------- |
| 21.09.1924 | Somborski SK  | 1:5      | SK Jugoslavija |
| 21.09.1924 | SAŠK Sarajevo | 1:6      | Hajduk Split   |

## Finale
| Datum      |                | Ergebnis |              |
| ---------- | -------------- | -------- | ------------ |
| 12.10.1924 | SK Jugoslavija | 2:1      | Hajduk Split |